# Grote bladsnijder
De grote bladsnijder (Megachile willughbiella) is een vliesvleugelig insect uit de familie Megachilidae. De wetenschappelijke naam van de soort is gepubliceerd in 1802 door William Kirby.
Deze behangersbij is 12 tot 16 mm lang. Het mannetje heeft verbrede voorste tarsen.
Het is een grote bij die nestelt in oude kevergangen in hout. Daarin maken de vrouwtjes nestcellen met stukken blad dat ze hebben afgesneden en meegevoerd. De bevruchte eieren, waaruit het volgend jaar vrouwtjes komen, worden in de cellen het diepst in het nest gelegd. In de nestcellen het dichtst bij de ingang worden onbevruchte eieren gelegd. Hieruit komen mannetjes en deze eieren zijn het meest onderhevig aan predatie.
De soort komt zeer algemeen voor in Europa, ook in stedelijk gebied.